# Piotr Maślak (cyclisme)
Piotr Maślak, né le 15 décembre 2003 à Kalisz, est un coureur cycliste polonais. Il participe à des compétitions sur route et sur piste. 

## Biographie
Piotr Maślak a été formé dans un club cycliste de Kalisz, sur ses terres natales. Chez les juniors, il est sacré champion de Pologne de poursuite par équipes et de l'américaine en 2021,. La même année, il représente son pays natal aux championnats d'Europe, puis aux championnats du monde juniors. Il devient également champion national du contre-la-montre en duo, aux côtés de Kacper Gieryk.
En 2022 et 2023, il obtient de nouvelles médailles aux championnats de Pologne, sur route mais aussi sur piste. Il évolue alors sous les couleurs du Klub Kolarski Tarnovia, basé à Tarnowo Podgórne. Après ses performances, il intègre la formation  continentale Voster ATS en 2024. Toujours actif sur piste, il est sélectionné en équipe nationale pour participer à ses premiers championnats d'Europe élites en 2025.

## Palmarès sur route

### Par année
- 2021
  -  Champion de Pologne du contre-la-montre en duo juniors (avec Kacper Gieryk)
- 2022
  -  Champion de Pologne du contre-la-montre en duo (avec Radosław Frątczak)
  -  Champion de Pologne du contre-la-montre par équipes
  - 1re étape de Pologne-Ukraine
- 2023
  -  Champion de Pologne du contre-la-montre par équipes
  - 3e du championnat de Pologne du contre-la-montre en duo

### Classements mondiaux
| Année                                 | 2024  |
| ------------------------------------- | ----- |
| Classement mondial                    | 2463e |
| UCI Europe Tour                       | 1443e |
|                                       |       |
| Légende : nc = non classéSource : UCI |       |

## Palmarès sur piste

### Championnats nationaux
- 2021
  -  Champion de Pologne de poursuite par équipes juniors (avec Kacper Gieryk, Kamil Dolak, Mateusz Olejnik et Paweł Więczkowski)
  -  Champion de Pologne de l'américaine juniors (avec Kamil Dolak)
- 2022
  - 2e du championnat de Pologne de poursuite par équipes
  - 2e du championnat de Pologne de l'américaine
- 2023
  - 2e du championnat de Pologne de l'élimination
  - 2e du championnat de Pologne de l'américaine
- 2024
  - 3e du championnat de Pologne de l'américaine
  - 3e du championnat de Pologne de l'élimination
- 2025[4]
  -  Champion de Pologne de l'américaine espoirs (avec Konrad Waliniak)
  - 3e du championnat de Pologne de l'omnium espoirs